# Gaspard Amédée Gardanne
Pour les articles homonymes, voir Gardanne (homonymie).
Gaspard Amédée Gardanne, né le 24 avril 1758 à Solliès-Pont, mort le 14 août 1807 à Breslau (royaume de Prusse), est un général français de la Révolution et de l’Empire.

## Biographie

### Révolution française
Il entre au service le 1er mars 1779, comme lieutenant dans les canonniers garde-côtes et y reste jusqu'au 30 septembre 1780, époque de son passage dans les Gardes du corps du roi. Sorti de ce corps en 1784, il se retire dans ses foyers. En 1792, il se porte volontaire pour les armées de la Révolution. Il est élu deuxième chef de bataillon du 1er bataillon de volontaires du Var le 16 septembre 1791 et en devient commandant le 30 novembre 1792. Avec son bataillon, il participe aux campagnes des Alpes.
Adjudant-général chef de brigade par arrêté des représentants Ricord, Fréron, Barras et Robespierre le jeune en date du 13 septembre 1793, il est confirmé dans ce grade par décret de la Convention du 12 avril 1794. Il prend une part active aux opérations du siège de Toulon.
Passé à l'armée d'Italie en 1795, il est provisoirement promu général de brigade au mois de novembre 1795 par le représentant Fréron. Il se signale le 30 mai 1796 à la bataille de Borghetto puis le 5 août suivant à la bataille de Castiglione. Il est blessé à Arcole, où il fait 2 700 prisonniers, parmi lesquels se trouve un général-major, et enlève onze pièces de canon et deux drapeaux. Gardanne est confirmé dans son grade de général de brigade par arrêté du Directoire le 30 mars 1797.
Il se distingue à nouveau le 12 mai 1799 à la bataille de Bassignana. Il défend quelques semaines Alexandrie qu'il est contraint d'évacuer après la défaite d'Étienne Macdonald sur la Trebbia. Rentré à Paris, Gardanne prend une part active au coup d'État du 18 brumaire. Bonaparte le nomme général de division le 5 janvier 1800.

### Consulat et Empire
Au cours de la seconde campagne d'Italie, le général Gardanne commande la 6e division d'infanterie de l'armée de réserve le 10 floréal suivant. Il combat avec une rare valeur le 17 prairial, au passage du Pô. Après la bataille de Montebello, il s'empare du village de Marengo, devant Alexandrie. Le lendemain il résiste à quatre attaques autrichiennes successives avant de se retirer avec le corps du général Victor. En récompense de son action, le Premier Consul Bonaparte lui attribue un sabre d'honneur.
Rentré en France, le général Gardanne est nommé commandant de la 20e division militaire (Périgueux) le 22 août 1800. Il est envoyé en 1802 commander les troupes françaises à Gênes puis à Mantoue. Il est fait commandeur de la Légion d'honneur le 12 juin 1804 et prend peu après le commandement d'une division du maréchal Masséna en Italie. Son action est décisive à Vérone le 18 octobre 1805, puis à Caldiero. Gardanne passe en 1806 au 9e corps de la Grande Armée, au sein de laquelle il participe à la campagne de Prusse et de Pologne.
Il meurt d'une fièvre à Breslau le 14 août 1807, alors qu'il revenait en France après la paix de Tilsitt.